# Coupe Kirin 2022
Navigation
Édition précédente
La Coupe Kirin Soccer 2022 (anglais : 2022 Kirin Cup Soccer, japonais : キリンカップサッカー2022) était la trente-troisième édition du tournoi international amical de football coupe Kirin organisé par la fédération japonaise de football, qui s'est joué au Japon du 10 au 14 juin 2022, avec la participation de quatre équipes : le Japon, le Chili, le Ghana et la Tunisie.
Cette édition de la Coupe Kirin se compose de 4 équipes nationales, qui s'affrontent en élimination directe (en demi-finale puis en finale, plus un match pour la 3e place).
Il s'agit du premier tournoi de la coupe Kirin en six ans, depuis l'édition 2016. La Tunisie a remporté son premier titre en battant le Japon 3-0 en finale. Ferjani Sassi a été nommé meilleur joueur du tournoi tandis que son compatriote Issam Jebali a terminé meilleur buteur avec deux buts.

## Stades retenus
Les deux stades retenus pour le tournoi sont : le stade du Misaki dans la préfecture de Hyōgo, pour accueillir les matchs des demi-finales (le 10 juin 2022), et le stade Panasonic Suita dans la préfecture d'Osaka, pour le match de classement pour la troisième place et la finale (le 14 juin 2022).
| Kobe                 | Suita                      |
| -------------------- | -------------------------- |
| Stade du parc Misaki | Stade de football de Suita |
|                      |                            |

## Participants
Les équipes suivantes ont participé au tournoi :
| Pays    | Confédération | Sélectionneur   | Classement FIFA |
| ------- | ------------- | --------------- | --------------- |
| Japon   | AFC           | Hajime Moriyasu | 23e             |
| Chili   | CONMEBOL      | Eduardo Berizzo | 28e             |
| Tunisie | CAF           | Jalel Kadri     | 35e             |
| Ghana   | CAF           | Otto Addo       | 60e             |

## Résultats
- Toutes les heures sont locales, heure normale du Japon (UTC+09:00).

### Tableau final
|  | Demi-finales | Demi-finales |                        |   | Finale | Finale |
|  | Demi-finales | Demi-finales |                        |   | Finale | Finale |
|  |              |              |                        |   |        |        |
|  |              |              |                        |   |        |        |
|  |              |              |                        |   |        |        |
|  | Tunisie      | 2            |                        |   |        |        |
|  | Tunisie      | 2            |                        |   |        |        |
|  | Chili        | 0            |                        |   |        |        |
|  | Chili        | 0            | Japon                  | 0 |        |        |
|  |              |              | Japon                  | 0 |        |        |
|  |              | Tunisie      | 3                      |   |        |        |
|  | Japon        | Tunisie      | 3                      | 4 |        |        |
|  | Japon        |              |                        | 4 |        |        |
|  | Ghana        | 1            |                        |   |        |        |
|  | Ghana        | 1            | Match pour la 3e place |   |        |        |
|  |              |              |                        |   |        |        |
|  |              |              |                        |   |        |        |
|  |              |              |                        |   |        |        |
|  | Ghana        | 0 (3)        |                        |   |        |        |
|  | Ghana        | 0 (3)        |                        |   |        |        |
|  | Chili        | 0 (1)        |                        |   |        |        |
|  | Chili        | 0 (1)        |                        |   |        |        |

### Demi-finales
| 10 juin 2022 | Chili                 | 0 - 2   | Tunisie                         | Stade du parc Misaki, Kobe                                                                         | |
| 15h15        |                       | (0 - 1) | 41e Abdi ( Dräger) · 89e Jebali | Spectateurs : 4 973(en) « Chile vs Tunisia », sur globalsportsarchive.com Arbitrage : Tanimoto Ryo | Spectateurs : 4 973(en) « Chile vs Tunisia », sur globalsportsarchive.com Arbitrage : Tanimoto Ryo |
| 15h15        | Rapport Rapport (pdf) |         |                                 | Spectateurs : 4 973(en) « Chile vs Tunisia », sur globalsportsarchive.com Arbitrage : Tanimoto Ryo | Spectateurs : 4 973(en) « Chile vs Tunisia », sur globalsportsarchive.com Arbitrage : Tanimoto Ryo |

| Chile | Tunisia |

| GK              | 12 | Zacarías López      |       |         |
| DF              | 17 | Gary Medel          |       | 59e     |
| DF              | 2  | Eugenio Mena        |       |         |
| DF              | 5  | Paulo Díaz          |       |         |
| DF              | 15 | Francisco Sierralta |       |         |
| DF              | 26 | Jeyson Rojas        | 58e   | 83e     |
| MF              | 14 | Pablo Galdames      |       |         |
| MF              | 13 | Víctor Méndez       |       |         |
| FW              | 11 | Ronnie Fernández    | 45+1e |         |
| FW              | 7  | Joaquín Montecinos  |       | 70e     |
| FW              | 22 | Ben Brereton        |       | 59e     |
| Remplaçants :   |    |                     |       |         |
| DF              | 6  | Nayel Mehssatou     |       | 83e     |
| MF              | 21 | Tomás Alarcón       |       | 59e     |
| MF              | 19 | Darío Osorio        |       | 83e     |
| FW              | 9  | Jean Meneses        |       | 59e 70e |
| FW              | 16 | Diego Valencia      |       | 70e     |
| Sélectionneur : |    |                     |       |         |
| Eduardo Berizzo |    |                     |       |         |

| GK              | 16 | Aymen Dahmen             |     |       |
| DF              | 4  | Ali Abdi                 |     | 90+3e |
| DF              | 20 | Mohamed Dräger           | 43e |       |
| DF              | 3  | Montassar Talbi          |     |       |
| DF              | 6  | Nader Ghandri            |     |       |
| MF              | 13 | Ferjani Sassi            |     |       |
| MF              | 14 | Aïssa Laïdouni           |     |       |
| MF              | 15 | Mohamed Ali Ben Romdhane |     | 68e   |
| MF              | 25 | Anis Ben Slimane         |     | 90+4e |
| FW              | 23 | Naïm Sliti               |     | 79e   |
| FW              | 19 | Seifeddine Jaziri        |     | 68e   |
| Remplaçants :   |    |                          |     |       |
| DF              | 2  | Bilel Ifa                |     | 90+3e |
| DF              | 21 | Rami Kaib                |     | 90+4e |
| MF              | 10 | Hannibal Mejbri          |     | 79e   |
| FW              | 17 | Issam Jebali             |     | 68e   |
| FW              | 7  | Youssef Msakni           |     | 68e   |
| Sélectionneur : |    |                          |     |       |
| Jalel Kadri     |    |                          |     |       |

| 10 juin 2022 | Japon                                            | 4 - 1   | Ghana      | Stade du parc Misaki, Kobe                                                                    |                                                                                               |
| 18h55        | Yamane 29e · Mitoma 45+1e · Kubo 73e · Maeda 82e | (2 - 1) | 41e J.Ayew | Spectateurs : 25 100(en) « Japan vs Ghana », sur globalsportsarchive.com Arbitrage : Kurt Ams | Spectateurs : 25 100(en) « Japan vs Ghana », sur globalsportsarchive.com Arbitrage : Kurt Ams |
| 18h55        | Rapport Rapport (pdf)                            |         |            | Spectateurs : 25 100(en) « Japan vs Ghana », sur globalsportsarchive.com Arbitrage : Kurt Ams | Spectateurs : 25 100(en) « Japan vs Ghana », sur globalsportsarchive.com Arbitrage : Kurt Ams |

| Japan | Ghana |

| GK              | 1  | Eiji Kawashima  |     |     |
| DF              | 22 | Maya Yoshida    |     | 46e |
| DF              | 3  | Shōgo Taniguchi |     |     |
| DF              | 2  | Miki Yamane     |     | 85e |
| DF              | 26 | Hiroki Ito      | 40e |     |
| MF              | 7  | Gaku Shibasaki  |     |     |
| MF              | 6  | Wataru Endō     |     | 69e |
| MF              | 11 | Takefusa Kubo   |     |     |
| MF              | 21 | Ritsu Doan      |     | 69e |
| MF              | 15 | Kaoru Mitoma    |     | 80e |
| FW              | 25 | Ayase Ueda      |     | 80e |
| Remplaçants :   |    |                 |     |     |
| DF              | 4  | Ko Itakura      |     | 46e |
| DF              | 20 | Yūta Nakayama   |     | 85e |
| MF              | 17 | Ao Tanaka       |     | 69e |
| MF              | 14 | Junya Ito       |     | 69e |
| MF              | 10 | Takumi Minamino |     | 80e |
| FW              | 24 | Daizen Maeda    |     | 80e |
| Sélectionneur : |    |                 |     |     |
| Hajime Moriyasu |    |                 |     |     |

| GK              | 12 | Lawrence Ati-Zigi       |     |     |
| DF              | 2  | Andy Yiadom             |     | 82e |
| DF              | 18 | Daniel Amartey          |     |     |
| DF              | 5  | Dennis Nkrumah-Korsah   |     | 68e |
| DF              | 3  | Alidu Seidu             |     |     |
| MF              | 11 | Mubarak Wakaso          |     |     |
| MF              | 20 | Mohammed Kudus          |     | 68e |
| MF              | 6  | Edmund Addo             |     |     |
| FW              | 10 | André Ayew              |     |     |
| FW              | 9  | Jordan Ayew             |     | 81e |
| FW              | 15 | Christopher Antwi-Adjei |     |     |
| Remplaçants :   |    |                         |     |     |
| MF              | 7  | Abdul Fatawu Issahaku   | 84e | 68e |
| FW              | 13 | Felix Afena-Gyan        |     | 68e |
| FW              | 19 | Benjamin Tetteh         |     | 81e |
| FW              | 14 | Daniel Afriyie          | 90e | 82e |
| Sélectionneur : |    |                         |     |     |
| Otto Addo       |    |                         |     |     |

### Match pour la3eplace
| 14 juin 2022 | Chili                                      | 0 - 0             | Ghana                     | Stade de football de Suita, Suita                                                                   | |
| 15h15        |                                            | (0 - 0)           |                           | Spectateurs : 6 185(en) « Chile vs Ghana », sur globalsportsarchive.com Arbitrage : Kasahara Hiroki | Spectateurs : 6 185(en) « Chile vs Ghana », sur globalsportsarchive.com Arbitrage : Kasahara Hiroki |
| 15h15        | Rapport Rapport (pdf)                      |                   |                           | Spectateurs : 6 185(en) « Chile vs Ghana », sur globalsportsarchive.com Arbitrage : Kasahara Hiroki | Spectateurs : 6 185(en) « Chile vs Ghana », sur globalsportsarchive.com Arbitrage : Kasahara Hiroki |
| 15h15        | Fernández · Alarcón · Ben Brereton · Medel | Tirs au but 1 - 3 | J.Ayew · Kudus · Issahaku | Spectateurs : 6 185(en) « Chile vs Ghana », sur globalsportsarchive.com Arbitrage : Kasahara Hiroki | Spectateurs : 6 185(en) « Chile vs Ghana », sur globalsportsarchive.com Arbitrage : Kasahara Hiroki |

| Chile | Ghana |

| GK              | 1  | Sebastián Pérez     |     |     |
| DF              | 18 | Óscar Opazo         | 31e | 73e |
| DF              | 5  | Paulo Díaz          |     |     |
| DF              | 3  | Benjamín Kuščević   |     |     |
| DF              | 15 | Francisco Sierralta | 46e | 81e |
| DF              | 25 | Alex Ibacache       |     | 81e |
| DF              | 6  | Nayel Mehssatou     |     |     |
| MF              | 14 | Pablo Galdames      | 59e | 81e |
| MF              | 21 | Tomás Alarcón       |     |     |
| FW              | 22 | Ben Brereton        |     |     |
| FW              | 16 | Diego Valencia      |     |     |
| Remplaçants :   |    |                     |     |     |
| DF              | 17 | Gary Medel          |     | 73e |
| DF              | 2  | Eugenio Mena        |     | 81e |
| MF              | 19 | Darío Osorio        |     | 81e |
| FW              | 11 | Ronnie Fernández    |     | 81e |
| Sélectionneur : |    |                     |     |     |
| Eduardo Berizzo |    |                     |     |     |

| GK              | 1  | Abdul Manaf Nurudeen    |          |           |
| DF              | 17 | Baba Rahman             |          |           |
| DF              | 18 | Daniel Amartey          |          |           |
| DF              | 3  | Alidu Seidu             | 67e      |           |
| MF              | 11 | Mubarak Wakaso          | 21e, 78e |           |
| MF              | 20 | Mohammed Kudus          |          |           |
| MF              | 6  | Edmund Addo             |          | 63e       |
| MF              | 7  | Abdul Fatawu Issahaku   |          |           |
| FW              | 10 | André Ayew              | 79e      |           |
| FW              | 19 | Benjamin Tetteh         | 40e      | 80e       |
| FW              | 13 | Felix Afena-Gyan        |          | 63e       |
| Remplaçants :   |    |                         |          |           |
| DF              | 2  | Andy Yiadom             |          | 63e 90+3e |
| DF              | 22 | Dennis Nkrumah-Korsah   |          | 90+3e     |
| FW              | 9  | Jordan Ayew             |          | 63e       |
| FW              | 15 | Christopher Antwi-Adjei |          | 80e       |
| Sélectionneur : |    |                         |          |           |
| Otto Addo       |    |                         |          |           |

### Finale
| 14 juin 2022 | Japon                 | 0 - 3   | Tunisie                                                              | Stade de football de Suita, Suita                                                                    | |
| 18h55        |                       | (0 - 0) | 55e (pen.) Ben Romdhane · 76e Ferjani Sassi ( Msakni) · 90+3e Jebali | Spectateurs : 31 292(en) « Japan vs Tunisia », sur globalsportsarchive.com Arbitrage : Ahmed Darwish | Spectateurs : 31 292(en) « Japan vs Tunisia », sur globalsportsarchive.com Arbitrage : Ahmed Darwish |
| 18h55        | Rapport Rapport (pdf) |         |                                                                      | Spectateurs : 31 292(en) « Japan vs Tunisia », sur globalsportsarchive.com Arbitrage : Ahmed Darwish | Spectateurs : 31 292(en) « Japan vs Tunisia », sur globalsportsarchive.com Arbitrage : Ahmed Darwish |

| Japon | Tunisie |

| GK              | 23 | Daniel Schmidt  |     |     |
| DF              | 22 | Maya Yoshida    |     |     |
| DF              | 5  | Yūto Nagatomo   | 52e | 82e |
| DF              | 4  | Ko Itakura      |     |     |
| DF              | 26 | Hiroki Ito      |     |     |
| MF              | 8  | Genki Haraguchi |     | 46e |
| MF              | 9  | Daichi Kamada   |     | 60e |
| MF              | 6  | Wataru Endō     |     |     |
| MF              | 10 | Takumi Minamino |     | 71e |
| MF              | 14 | Junya Ito       |     | 71e |
| FW              | 18 | Takuma Asano    |     | 60e |
| Remplaçants :   |    |                 |     |     |
| DF              | 2  | Miki Yamane     |     | 82e |
| MF              | 17 | Ao Tanaka       |     | 46e |
| MF              | 15 | Kaoru Mitoma    |     | 60e |
| MF              | 11 | Takefusa Kubo   |     | 71e |
| MF              | 21 | Ritsu Doan      |     | 71e |
| FW              | 19 | Kyogo Furuhashi |     | 60e |
| Sélectionneur : |    |                 |     |     |
| Hajime Moriyasu |    |                 |     |     |

| GK              | 16 | Aymen Dahmen             |     |       |
| DF              | 2  | Bilel Ifa                | 78e |       |
| DF              | 4  | Ali Abdi                 | 33e |       |
| DF              | 20 | Mohamed Dräger           |     | 90+4e |
| DF              | 3  | Montassar Talbi          |     |       |
| MF              | 13 | Ferjani Sassi            |     |       |
| MF              | 14 | Aïssa Laïdouni           |     |       |
| MF              | 15 | Mohamed Ali Ben Romdhane |     | 77e   |
| MF              | 25 | Anis Ben Slimane         |     | 90+4e |
| FW              | 7  | Youssef Msakni           |     | 85e   |
| FW              | 11 | Taha Yassine Khenissi    |     | 77e   |
| Remplaçants :   |    |                          |     |       |
| DF              | 21 | Rami Kaib                |     | 85e   |
| DF              | 5  | Adam Ben Lamin           |     | 90+4e |
| MF              | 10 | Hannibal Mejbri          |     | 77e   |
| MF              | 18 | Firas Ben Larbi          |     | 90+4e |
| FW              | 17 | Issam Jebali             |     | 77e   |
| Sélectionneur : |    |                          |     |       |
| Jalel Kadri     |    |                          |     |       |

## Vainqueur
| Vainqueur Coupe Kirin 2022 Tunisie 1er titre |

## Statistiques

### Résumé par équipe
Selon la convention statistique du football, les matchs décidés en prolongation sont comptés comme des victoires et des défaites, tandis que les matchs décidés par une séance de tirs au but sont comptés comme des nuls.
| Place | Équipe  | Points | Matchs | Victoires | Nuls | Défaites | BP | BC | Diff. |
| ----- | ------- | ------ | ------ | --------- | ---- | -------- | -- | -- | ----- |
| 1     | Tunisie | 2      | 2      | 0         | 0    | 6        | 5  | 0  | +5    |
| 2     | Japon   | 2      | 1      | 0         | 1    | 3        | 4  | 4  | 0     |
| 3     | Ghana   | 2      | 0      | 1         | 1    | 1        | 1  | 4  | -3    |
| 4     | Chili   | 2      | 0      | 1         | 1    | 1        | 0  | 2  | -2    |

### Classement des buteurs
Liste des buteurs du tournoi :
2 buts   
- Issam Jebali

1 but  
| - Jordan Ayew - Takefusa Kubo - Daizen Maeda | - Kaoru Mitoma - Miki Yamane - Ali Abdi | - Mohamed Ali Ben Romdhane - Ferjani Sassi |

### Classement des passeurs
Classement des meilleurs passeurs du tournoi :
2 passes décisives 
- Mohamed Dräger

1 passe décisive 
| - Junya Ito - Ritsu Doan | - Antwi Adjei - Youssef Msakni | - Kaoru Mitoma - Hiroki Ito |

### Distinctions
- Meilleur joueur du tournoi:  Ferjani Sassi[14].
- Meilleur buteur du tournoi:  Issam Jebali[15].